# Xenylla atrata
Xenylla atrata är en urinsektsart som först beskrevs av John Tenison Salmon 1944.  Xenylla atrata ingår i släktet Xenylla och familjen Hypogastruridae. Inga underarter finns listade i Catalogue of Life.